# منتخب منغوليا للباندي
منتخب منغوليا الوطني للباندي هو ممثل منغوليا الرسمي في المنافسات الدولية في الباندي في فئة الباندي للرجال.